# Джонс, Рональд Уинтроп
Рональд Уинтроп Джонс (англ. Ronald Winthrop Jones; 5 июля 1931, Луисвилл, Кентукки — 27 сентября 2022) — американский экономист, автор теоремы Самуэльсона — Джонса.

## Биография
Получил степень бакалавра в колледже Суортмор в 1952 году, докторскую степень по экономике в Массачусетском технологическом институте в 1956 году.
Женился первый раз на Саре Джей-Смит 20 июля 1956 года, развёлся в 1964 году, от первого брака имеет сына Дин Джонс, второй раз женился на Катерине Л. Мейтленд 14 Июня 1969 года, от второго брака имеет детей: Лаура, Дилан, Бренн и Полли.
Преподавательскую деятельность начал в Массачусетском технологическом институте в период 1955—1956 годах, продолжил в 1956—1957 годах в колледже Суортмор.
А с 1958 года — ассистент, доцент, профессор факультета экономики Рочестерского университета, а с 1968—1976 года именной профессор (Джон Монро) в Рочестерском университете, а с 1976 года становится именным профессором фирмы Ксерокс. В период 1979—1980 годах приглашенный именной профессор (Гуннара Мюрдаля) Стокгольмского университета.
С 1983 года является академиком Американской академии искусств и наук, с 2001 года Национальной академии наук США.
Член Эконометрического общества. Почетный доктор Городского университета Гонконга.

## Награды
Заслуги Рональда были отмечаны рядом наград:
- 1990 — почетный доктор Университета Женевы
- 1992 — премия Деянг от Университета Седжон[англ.]
- 1993 — президент Международного экономического и финансового общества
- 1994 — премия Рочестерского университета лучшему преподавателю
- 1997 — почетный доктор колледжа Суортмор
- 1997 — выдающийся экономист года Экономической Ассоциации Кентукки
- 2001 — почетный доктор (honoris causa) Афинского университета экономики и бизнеса
- 2002 — почетный доктор (honoris causa) Варшавской школы экономики
- 2002 — почетный доктор университета Кобе[англ.].

## Сочинения

### Книги
- Jones R. W. World Trade and Payments, 1973
- Jones R. W. The Exchange Rate and the Balance of Payments, 1974
- Jones R. W. International Trade-Essays in Theory, 1979
- Jones R. W. Heckscher-Ohlin Trade Theory, 1987.
- Jones R. W. Globalization and the Theory of Input Trade, 2000

### Статьи
- Джонс Р. Соотношения между факторами и теорема Хекшера — Олина = Factor proportions and the Heckscher–Ohlin theorem (1956) // Вехи экономической мысли. Т. 6. Международная экономика / Под ред. А. П. Киреева. — М.: ТЕИС, 2006. — С. 236-247. — ISBN 5-7598-0439-1
- Джонс Р. Трехфакторная модель в теории, торговле и истории = A three-factor model in theory, trade and history (1971) // Вехи экономической мысли. Т. 6. Международная экономика / Под ред. А. П. Киреева. — М.: ТЕИС, 2006. — С. 248-261. — ISBN 5-7598-0439-1
- Jones R. W. The Structure of Simple General Equilibrium Models // The Journal of Political Economy, Vol. 73, No. 6. December 1965, pp. 557–572
- Jones R. W. The Role of Technology in the Theory of International Trade // The Technology Factor in International Trade/Ronald Jones, NBER, 3379, 1970, pp. 73–94, ISBN 0-87014-208-9